# Bulbophyllum morenoi
Bulbophyllum morenoi là một loài phong lan thuộc chi Bulbophyllum.